# Digestivo

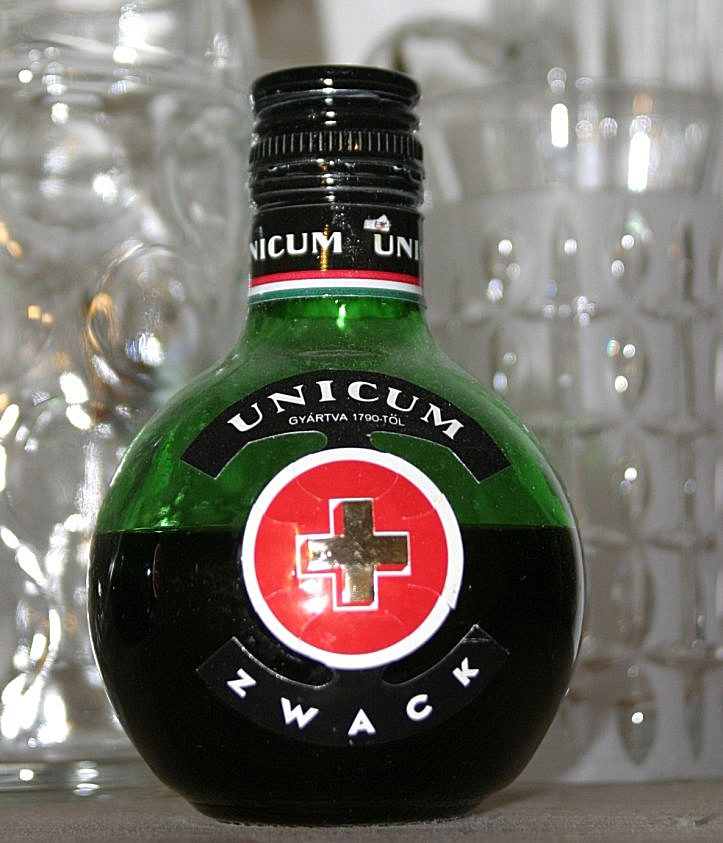
Botella de licor

Un digestivo es una bebida, alcohólica o no, que se toma habitualmente al final de una comida con el fin de facilitar la digestión.
En la Edad Media, cuando el alcohol aún estaba reservado para usos médicos, se tomaba después de las comidas una bebida hecha con vino, azúcar y especias: el hipocrás. En esa época se pensaba que las especias ayudaban a la digestión y el azúcar se consideraba un medicamento.
Los principales digestivos son licores o aguardientes (generalmente se emplean el sambuca, amaretto, kahlúa, vinos dulces como el Oporto, etc.) , pero también tisanas o infusiones. El té y el café también pueden considerarse digestivos.
Estas bebidas en su mayoría suelen ser de sabor dulce a diferencia de los aperitivos, pudiendo servirse junto con el postre.